# Billy Paul
Billy Paul, ursprungligen Paul Williams, född 1 december 1934 i Philadelphia i Pennsylvania, död 24 april 2016 i Blackwood i Camden County i New Jersey, var en amerikansk soulsångare. Han nådde stora framgångar under 1970-talet, bland annat med balladen "Me and Mrs. Jones" som blev etta på Billboardlistan och även belönades med en Grammy. Till andra kända låtar hör "Am I Black Enough for You?", "Thanks for Saving My Life", "Let's Make a Baby" och hans version av Elton Johns "Your Song".

## Diskografi
- 1970 – Ebony Woman
- 1971 – Going East
- 1972 – 360 Degrees of Billy Paul
- 1972 – Feelin' Good at the Cadillac Club
- 1973 – War of the Gods
- 1974 – Billy Paul Live in Europe
- 1975 – Got My Head on Straight
- 1975 – When Love Is New
- 1976 – Let 'Em In
- 1977 – Only the Strong Survive
- 1979 – First Class
- 1985 – Lately
- 1988 – Wide Open
- 2000 – Live: World Tour